# Sankt Wolfgang, Oberbayern
Sankt Wolfgang är en kommun och ort i Landkreis Erding i Regierungsbezirk Oberbayern i förbundslandet Bayern i Tyskland.